# Graeme Swann
Pour les articles homonymes, voir Swann.
Graeme Peter Swann est un joueur de cricket international anglais né le 24 mars 1979 à Northampton. Lanceur de type « off spinner » et batteur droitier, il débute avec le Northamptonshire en 1998. En 2000, il est sélectionné pour la première fois avec l'équipe d'Angleterre pour un match au format One-day International (ODI). Il rejoint le Nottinghamshire en 2005, et ne retrouve l'équipe nationale qu'en 2007. Il dispute son premier test-match fin 2008 et devient l'année suivante l'un des joueurs les plus régulièrement sélectionnés en équipe d'Angleterre.

## Biographie

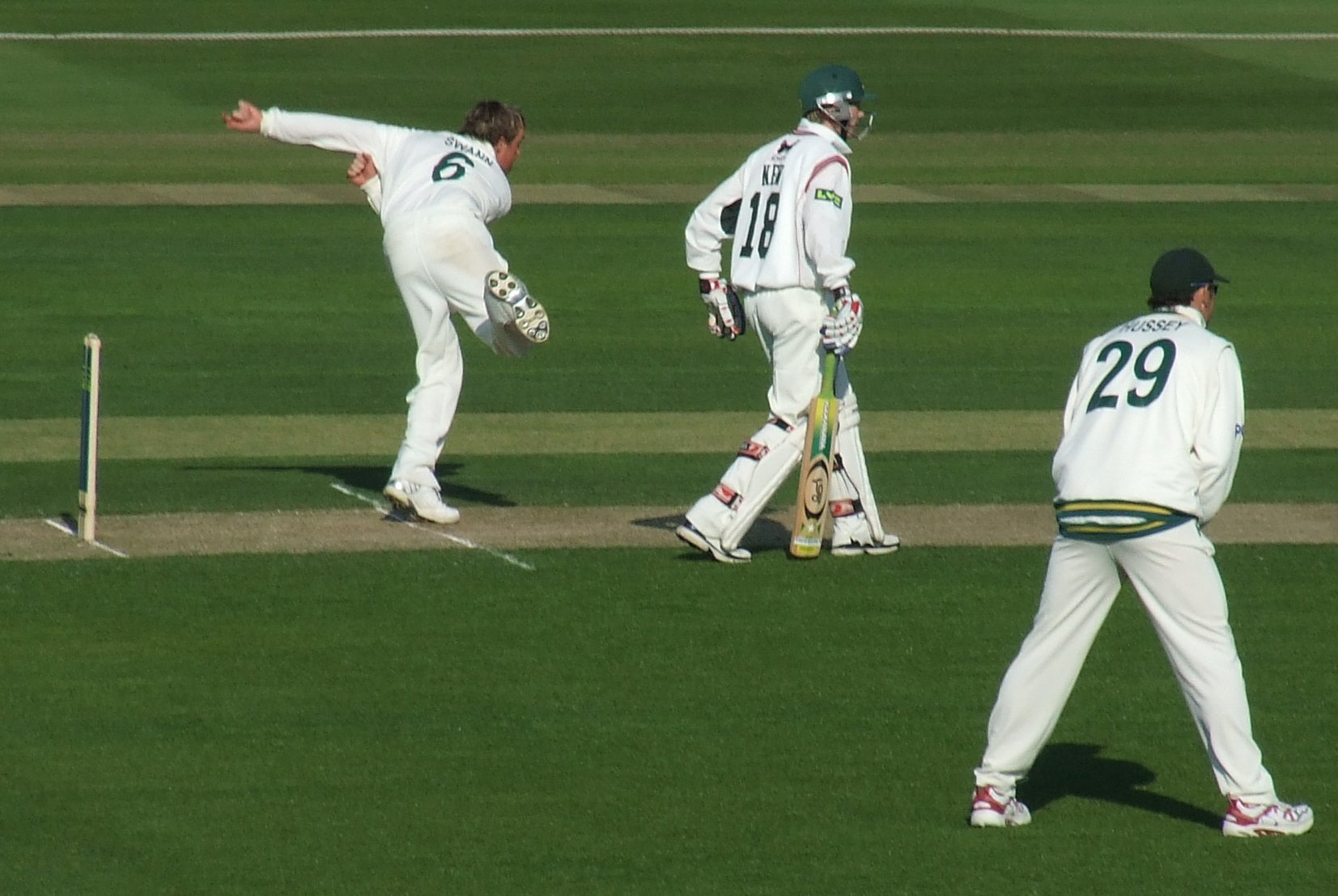
Swann au lancer avec le Nottinghamshire, 2007.

Graeme Swann naît le 24 mars 1979 à Northampton. Son père joue au cricket dans une ligue locale, et Graeme s'entraîne au lancer face son frère aîné, Alec, lui aussi futur professionnel. Il est sélectionné en équipe d'Angleterre dans plusieurs catégories d'âge. Il dispute son premier match avec le Northamptonshire en 1997, une rencontre au format list A cricket. En 1997-1998, il remporte la Coupe du monde des moins de 19 ans avec l'équipe d'Angleterre.
Il est appelé dans le groupe de l'équipe d'Angleterre en 1999 lors d'un test-match contre la Nouvelle-Zélande, mais n'est finalement pas sélectionné. Sa première apparition au niveau international a lieu lors d'une tournée en Afrique du Sud. Il y dispute un unique match au format One-day International (ODI). Mais son indiscipline lui vaut d'être immédiatement écarté.
Il rejoint le Nottinghamshire à partir de la saison 2005, et remporte le County Championship cette année-là. Il ne retrouve la sélection anglaise qu'en 2007, pour une tournée au Sri Lanka, avant de disputer son premier test-match en décembre 2008 contre l'Inde. À cette occasion, il élimine deux batteurs adverse au cours de sa première série de six lancers à ce niveau. À cette période, Monty Panesar est le joueur généralement sélectionné pour le rôle de spin bowler, mais Swann prend sa place début 2009 au cours de la tournée disputée face aux Indes occidentales. Il fait partie des internationaux sous contrat avec la fédération anglaise pour la saison 2009-2010. 2009 est statistiquement réussie pour Graeme Swann : au cours des test-matchs qu'il dispute, qui incluent ceux des Ashes gagnées face à l'Australie, il accumule 54 guichets, le deuxième meilleur total de l'année.
En mai 2010, il remporte avec l'Angleterre l'édition 2010 de l'ICC World Twenty20, prenant 10 guichets au cours de la compétition.

## Bilan sportif

### Principales équipes
|                  | Test cricket | ODI         | Twenty20    |
| ---------------- | ------------ | ----------- | ----------- |
| Angleterre       | 2008 -       | 2000 -      | 2008 -      |
|                  | First-class  | List A      | Twenty20    |
| Northamptonshire | 1998 - 2004  | 1997 - 2004 | 2003 - 2004 |
| Nottinghamshire  | 2005 -       | 2005 -      | 2005 -      |

## Honneurs
- Un des cinq Wisden Cricketers of the Year de l'année 2010[8].
- NBC Denis Compton Award en 1998[9].